# Elisabetta, regina d'Inghilterra
Elisabetta, regina d'Inghilterra (tiếng Việt: Elizabeth, Nữ hoàng Vương quốc Anh) là vở opera của nhà soạn nhạc vĩ đại người Ý Gioachino Rossini. Tác phẩm được viết với lời của Giovanni Schmidt, dựa trên vở kịch Trang sử của Leicester của Carlo Federici, một tác phẩm được phát triển từ cuốn tiểu thuyết Sự ngừng lại của Sophie Lee.
Trong vở opera này, Rossini chú tâm đến giai điệu trong các vở opera khác để viết Elisabetta, gồm có cả phần overture viết cho vở Aureliano in Palmira (phần này nổi tiếng chẳng kém gì phần overture cho vở Il barbiere di Siviglia. Theo chú thích của Holden, với việc sử dụng lại âm nhạc của các tác phẩm trước đó, "Rossini muốn ra mắt trước cộng đồng Neapolitan bằng việc đưa ra sự lựa chọn tốt nhất về âm nhạc từ các vở opera, những thứ không được thích hợp nếu sửa đổi lại ở Napoli". Vài đoạn nhạc của Elisabetta đươạ sử dụng cho các vở opera sau, tiêu biểu là đoạn aria đầu tiên của tác phẩm lại xuất hiện bốn tháng sau đó khi Rossini viết aria Una voce poco fa của vở Il barbiere di Siviglia. Ông cũng chăm chút cho tác phẩm, bởi người hát soprano Isabella Colbran, người được dân thành Napoli ngưỡng mộ, đóng vai chính.
Vở opera của Rossini được trình diễn lần đầu tiên tại Teatro San Carlo, Napoli vào ngày 4 tháng 10 năm 1815 và trở thành vở opera đầu tiên trong 9 vở Rossini viết cho San Carlo. Và đó cũng là một trong những vở opera Rossini viết khi ở Napoli.